# Лили Дамита
Лилѝ Дамита̀ (на френски: Lili Damita) е френско-американска актриса.

## Биография
Родена е на 10 юли 1904 година в Блай. От ранна възраст започва да работи като вариететна танцьорка, а малко след това започва да се снима и в киното, като има значителен успех в поредица немски филми, първият от които е „Das Spielzeug von Paris“ (1925) на Майкъл Къртис, за когото е омъжена за кратко. През 1928 година заминава за Холивуд, където участва в успешни продукции, като „The Cock-Eyed World“ (1929), „The Bridge of San Luis Rey“ (1929) и „Това е нощта“ („This Is the Night“, 1932). През 1935 година се жени за Ерол Флин, като двамата имат един син, фоторепортерът Шон Флин. През 1937 година прекратява кариерата си в киното.
Лили Дамита на 89 години умира от болестта на Алцхаймер на 21 март 1994 година в Палм Бийч.